# チック・フリック

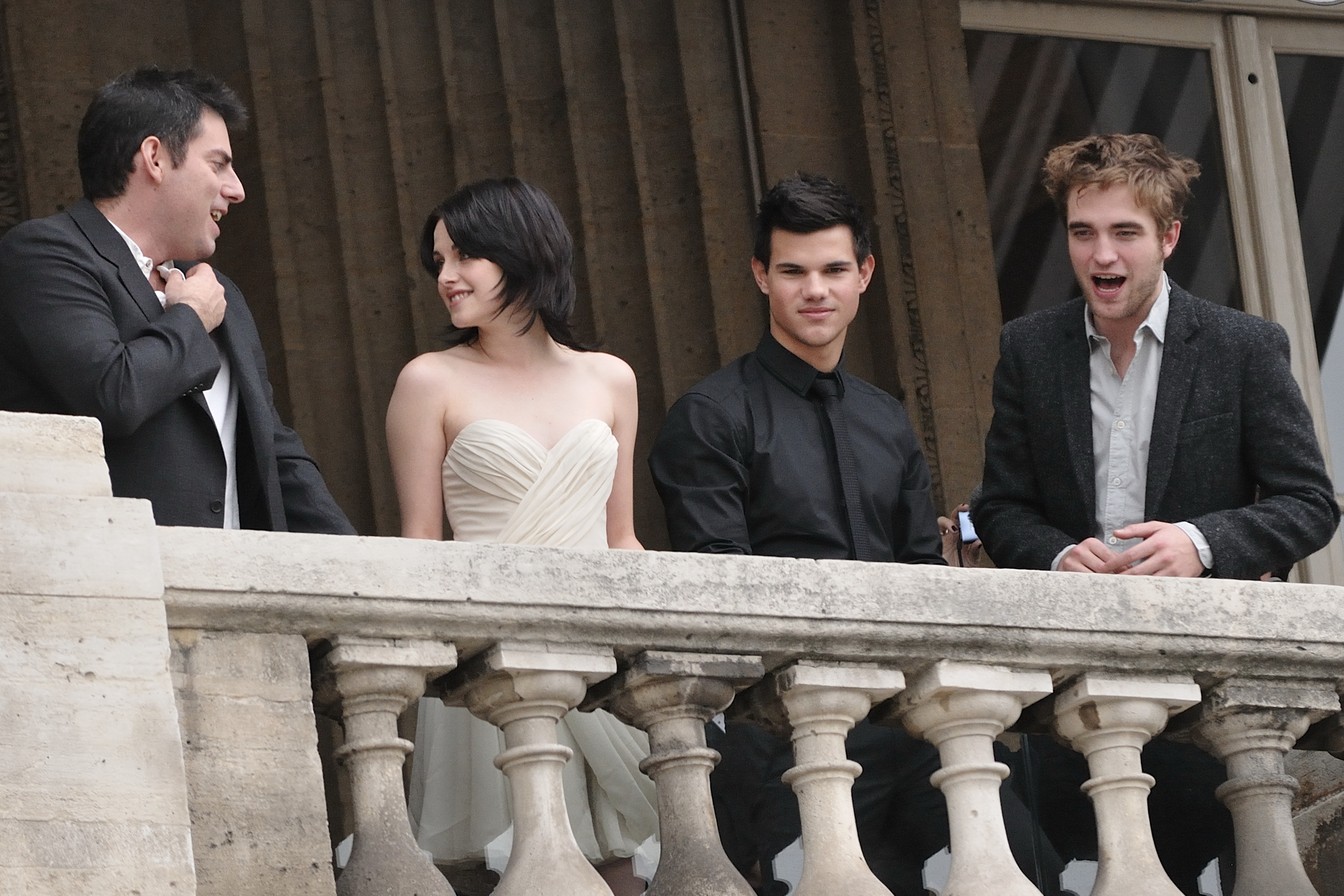
2008年の恋愛ドラマ『トワイライト〜初恋〜』は大ヒットした。写真は、主演者のクリステン・スチュワート、テイラー・ロートナー、ロバート・パティンソン。

チック・フリック (英語: Chick flick) 、あるいは女子映画（じょしえいが）は、女性観客をターゲットにした主に恋愛やロマンスを扱う映画のジャンルを指す俗語である。「チック」(chick)は「ひよこ」から転じて若い女性を指す俗語であり、「フリック」(flick)は映画を意味する。チック・フリックはとりわけ女性が主人公になるジャンルであると定義される。多くの種類の映画が女性向けに公開されているが、チック・フリックという言葉は通常、感情や人間関係に基づくテーマを含む映画のみを指す。親子関係や友人関係に焦点をあてることもあるので、必ずしもロマンティックな映画のみを指すわけではない。チック・フリックはしばしばバレンタインデーに一斉に封切られる。男性観客をターゲットにした同じような映画は「男性お涙頂戴もの」(Guy-cry film)と呼ばれている。グロリア・スタイネムのようなフェミニストは「チック・フリック」や関連する言葉である「チック・リット」（女子文学）などの用語に異議を唱えている。映画批評家によると「チック・フリック」という言葉は軽蔑的に用いられてきた。

## 定義
一般的に、チック・フリックは女性、典型的には若い女性に対して固有のアピールを持つよう作られた映画を指す。こうした映画は通常、大衆文化においては型にはまったプロットとキャラクターを持つものと考えられている。そこから連想されるもののせいで、「チック・フリック」という単語を用いるのは「軽薄さ、稚拙さ、純然たる商業主義」を暗示するゆえに「問題がある」と考えられることもある。しかしながら、チック・フリックの中には物語や演技ゆえに高い評価を受けたものもある。たとえば1983年の『愛と追憶の日々』はアカデミー賞において最優秀脚色賞、最優秀作品賞、最優秀監督賞、最優秀主演女優賞、最優秀助演男優賞を受賞している。
チック・フリックにしばしば含まれるものとしては、女性主人公、ピンク色(隠喩的利用も含む)の使用、ロマンスやデートを中心とするストーリーラインなどがある。長きにわたり映画プロデューサーとして活躍してきたジェリー・ブラッカイマーは、『お買いもの中毒な私!』のようなチック・フリックのプロットは「金と愛の問題にどう対処するか？」ということを扱うと語っている。

## 歴史
「チック・フリック」という言葉は1980年代から1990年代頃になってからやっと広く使われるようになった。このジャンルのおおもとには20世紀はじめから作られている女性映画と、より後に成立したフィルム・ノワールがある。女性映画は女性を犠牲者や主婦として描き、1940年代から1950年代初頭頃のフィルム・ノワールは性化された女性の脅威を描いていた。1950年代になると、第二次世界大戦中には仕事を持っていた多くの女性が家庭に送り返されることとなった。ブランドン・フレンチによると、1950年代の女性映画においては「40年代から60年代への移行期に女性が直面したさまざまな一群の問題や状況、つまりロマンス、求愛、仕事、結婚、セックス、母親であること、離婚、孤独、不倫、アルコール依存症、寡婦になること、ヒロイズム、狂気、野心」などを扱っていたという。
1961年の映画『ティファニーで朝食を』はふつうハリウッドの黄金時代における古典的な映画のひとつとして知られているが、孤独、強迫的な物質主義、ハッピーエンドなどチック・フリックによくある要素ゆえにこのジャンルの初期の例と考えられることもある。
アメリカ合衆国では1980年代にチック・フリックにも分類されるようなティーンエイジャー向けドラマ映画が連続して公開された。多くはジョン・ヒューズの監督作であった。こうした作品はしばしばそれ以前のチック・フリックと異なるよりリアリスティックなトーンを有し、妊娠中絶や個人の疎外のような要素を主要なドラマとして含んでいた。
シンデレラその他のおとぎ話にもとづいて形作られたチック・フリックもあり、これには『シンデレラ・ストーリー』、『エバー・アフター』、『プリティ・ウーマン』のようなシンデレラ・ストーリーが含まれる。ウィリアム・シェイクスピアの作品をもとにしたチック・フリックもあり、『アメリカン・ピーチパイ』(『十二夜』が原作)や『恋のからさわぎ』(『じゃじゃ馬ならし』が原作)などである。さらに多数の映画が人気小説や古典文学の翻案であり、人気小説の映画化としては『プリティ・プリンセス』や『プラダを着た悪魔』、古典の映画化としては1917年から1994年の最新版まで複数回翻案されている『若草物語』の映画版などがある。チック・フリックと考えられている映画のほとんどは楽天的な作風だが、『ホワット・ライズ・ビニース』のようなサスペンス映画がこのジャンルに該当することもある。
2008年に恋愛ドラマ『トワイライト〜初恋〜』が大ヒットした後、メディア・バイ・ナンバーズのポール・ダーガラビディアンは大きな興収をもたらす女性観客が長いこと無視されてきたことを指摘した。Fandango.comによると、公開最初の週末に『トワイライト〜初恋〜』を見た観客の75％以上が女性だった。

## 名称に対する反応
「チック・フリック」という言葉は現代のフェミニストのコミュニティからいくぶんネガティヴな反応を受けることがある。このジャンルについて触れている批評家のほとんどは、特定の関心をジェンダー化することから悪い結果が生じるのではないかということに着目している。The Chick Flick Paradox: Derogatory? Feminist? or Both?の著者であるナタリア・トンプソンは、チック・フリックは「全ジェンターの関心をひとつのジャンルにまとめてつっこんでしまう試み」であると述べている。関心事をまとめて分類してしまうことは有益かつ自然である一方、批評家の多くは不要なジェンダー化によって多様な社会集団にとって不利益が生じると主張している。実際、ロシアの社会科学研究者ナタリア・リマシェフスカヤは、メディアによってジェンダーステレオタイプがより強く持続するようになることで、女性に対する偏見が強化され、「人間的・知的なポテンシャル」が制限される可能性を証拠をあげて指摘している。

## 批評
チック・フリックは明らかに人気のあるジャンルであるが、ほとんどのチック・フリックに共通する内容を問題視している映画批評家もいる。映画理論の専門家であるヒラリー・ラドナーの主張によると、チック・フリックの多くは「皮肉で自己卑下的なトーン」を有している。このトーンはチック・フリックというジャンルの特徴を決定付けるもののひとつであり、多くの者はチック・フリックには他のジャンルに比べて実質的な内容が無いと感じているという。ラドナーはさらにこのジャンルについて「信じられないほど異性愛規範中心的で、白人化されている」と述べている。このジャンルに共通する特徴のせいで、チック・フリックはマイノリティのグループや活動家などから批判を受けている。このジャンルについては、チック・フリックはあらゆる女性の「家父長制的無意識」に訴えかけるものだという意見もある。
ダイアン・ネグラは論文"Structural Integrity, Historical Reversion, and the Post-9/11 Chick Flick"で、2001年9月11日のアメリカ同時多発テロ事件以降にニューヨークを舞台にしたチック・フリックと考えられるロマンティック・コメディについての考察を行っている。ネグラによるとこうした映画は「女性の主観性を中心にしているが、911後にナショナルアイデンティティを安定化させるという政治的な役割を説得的に引き受けている」。テロ事件以降の政治的・社会的大変動のため、こうした映画はジェンダーや家族に関する規範を守ることの重要性を示す必要に迫られるようになった。こうしたジェンダーや家族に関する規範は、この時期のアクション映画に見られる国の境界を守るための「生存主義」や「国土安全保障」に対置されるものとしての「イデオロギー的境界」としてとらえられる。こうした映画は911以前には「政治的に無垢」であったが、それに比べてその後のこのジャンルの映画は「911後のナショナル・アイデンティティを安定化させる」ための政治的含意に満ちている 。
チック・フリックのプロットは通常、ロマンティックな征服を中心に据えることが期待されているが、アリソン・ウィンチは"We Can Have It All"で自らが「ガールフレンド・フリック」（女友達映画）と呼ぶジャンルについて書いている。こうした映画は恋愛関係に集中するかわりに友人同士の関係を強調しており、『ブライダル・ウォーズ』や『ベイビーママ』 などを例としてあげることができる。ウィンチはガールフレンド・フリックは「女性の間で表出する葛藤、痛み、裏切り」を示すことで「第二波フェミニズムの女性の連帯に関する表面的な理解」を批判するようになっている。「女性同士の関係の複雑さ」を強調することで、ガールフレンド・フリックは通常のチック・フリックの型を破壊し、ジャンルにいくぶんの深みを与えている。

## 例
| - 『ある愛の詩』 (1970) - 『追憶』 (1973) - 『ジュリア』 (1977) - 『ベスト・フレンズ Rich and Famous』 (1981) - 『愛と青春の旅立ち』 (1982) - 『愛と追憶の日々』 (1983) - 『すてきな片想い』 (1984) - 『ダーティ・ダンシング』 (1987) - 『フォエバー・フレンズ』 (1988) - 『ワーキング・ガール』 (1988) - 『マグノリアの花たち』 (1989) - 『恋人たちの予感』 (1989) - 『プリティ・ウーマン』 (1990) - 『ゴースト/ニューヨークの幻』 (1990) - 『テルマ&ルイーズ』 (1991) - 『クルーレス』 (1995) - 『ボディガード』 (1992) - 『めぐり逢えたら』 (1993) - 『恋に落ちたシェイクスピア』 (1998) - 『プラクティカル・マジック』 (1998) | - 『マッド・ラブ』 (1995) - 『ため息つかせて』 (1995) - 『ファースト・ワイフ・クラブ』 (1996) - 『ベスト・フレンズ・ウェディング』 (1997) - 『タイタニック』 (1997) - 『ステラが恋に落ちて』 (1998) - 『母の眠り』 (1998) - 『ユー・ガット・メール』 (1998) - 『恋のからさわぎ』 (1999) - 『ストーリー・オブ・ラブ』 (1999) - 『あなたのために』 (2000) - 『ブリジット・ジョーンズの日記』(2001) - 『キューティ・ブロンド』 (2001) - 『プリティ・プリンセス』 (2001) - 『きみに読む物語』 (2004) | - 『旅するジーンズと16歳の夏』 (2005) - 『プラダを着た悪魔』 (2006) - 『イルマーレ』 (2006) - 『魔法にかけられて』 (2007) - 『ラブソングができるまで』 (2007) - 『幸せになるための27のドレス』 (2008) - 『セックス・アンド・ザ・シティ』 (2008) - 『トワイライト〜初恋〜』 (2008) - 『あなたは私の婿になる』 (2009) - 『セックス・アンド・ザ・シティ2』 (2010) - 『フィフティ・シェイズ・オブ・グレイ』 (2015) |